# Chapelle de Languidou
La chapelle de Languidou est située dans la commune de Plovan, en Bretagne. D'un point de vue administratif, elle est dans le département du Finistère, arrondissement de Quimper. D'un point de vue ethnographique, elle est dans le Pays Bigouden, en Basse-Cornouaille (ancien diocèse de Quimper, ou évêché de Cornouaille).
Aujourd'hui en ruine, cette chapelle du milieu du XIIIe siècle conserve charme et beauté. Elle a en outre sa place dans l'histoire de l'art, car elle est peut-être l'édifice fondateur du style architectural dit de l'École de Pont-Croix. Elle se trouve en rivalité pour ce titre avec la collégiale Notre-Dame de Roscudon, à Pont-Croix : du fait de l'impossibilité de les dater avec une précision suffisante, on ne peut savoir lequel des deux édifices est le prototype du style.

## L'éponyme

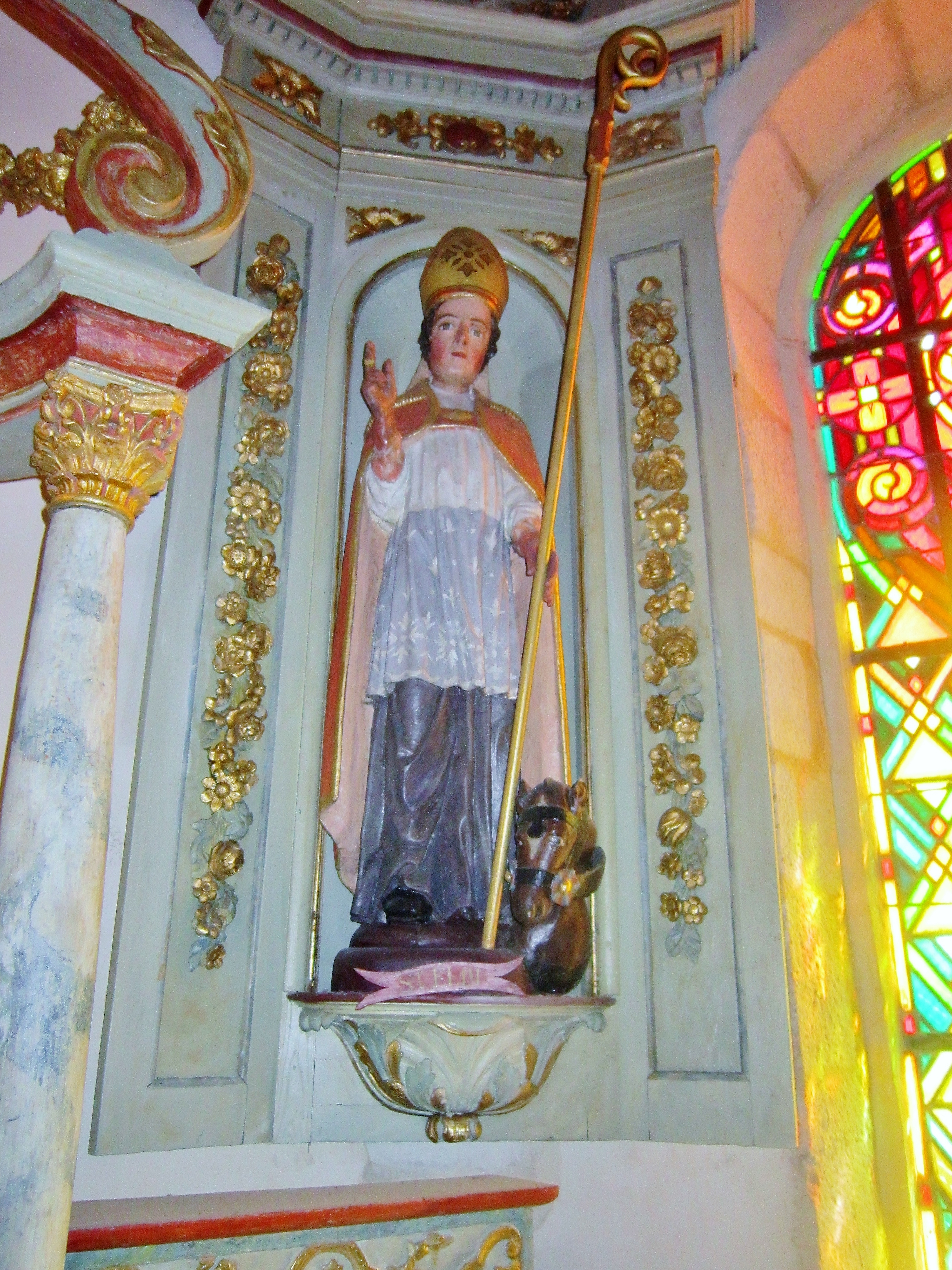
Plovan : église paroissiale Saint-Gorgon, statue de saint Kido (francisé en saint Guy).

L'éponyme de la chapelle est saint Guidou, ou Kidau, Kido, Quidou, Quideau. Languidou est l'un des deux lieux de culte dédiés à ce saint breton peu documenté. L'autre sanctuaire qui lui est dédié est la chapelle de Saint-Quideau, en Loctudy.
Saint Guidou est par la suite assimilé à saint Guy (vers le milieu du XVIIIe siècle) pour des raisons purement homophoniques, semble-t-il.
La statue de l'éponyme qui se trouvait dans la chapelle de Languidou a été préservée. Elle est aujourd'hui placée dans l'église paroissiale Saint-Gorgon de Plovan.
Per Jakez Helias décrit ainsi, dans le conte La rivière de Kido, de manière imagée, la légende de saint Kido :

« Le pays de Penmarc'h, en ce temps-là, était un archipel d'îles basses entre lesquelles on circulait par des canaux. Tout au long de la Baie d'Audierne, il y avait des ports ouverts. Et c'est par la route de mer que les pèlerins arrivaient de toute part au grand pardon de Languidou. Ils venaient même de pays étrangers tant était grande la réputation du seigneur saint Kido, qui protégeait les hommes et les biens sur l'eau salée. (...) Et puis il vint un temps où la mer attrapa mal au ventre, on ne sait pourquoi, ni comment. (...) À force de convulsions, elle dérouta ses courants, elle bannit ses poissons au large, elle encombra ses canaux de sa vase, elle finit par dégorger; sur ses bords, les galets qui lui faisaient mal. (...) La baie de Kido se trouva polie d'un cordon de galets polis et se dessécha derrière ce mur. La rivière devint un étang et les cloches de Languidou sonnèrent le glas du grand pardon. Pendant plusieurs années encore, des navires d'outre-mer, chargés de pèlerins, se présentèrent devant la Baie d'Audierne, cherchant l'entrée de la rivière de Kido. Mais ils avaient beau croiser de Pors-Karn à Pors-Poulhan, il n'y avait plus d'entrée »

## Étymologie
Languidou est un mot breton signifiant « ermitage » ou « monastère de saint Guidou ». La présence du préfixe Lan-, dans un toponyme breton, marque l'ancienneté de l'implantation d'un lieu de culte sur le site ainsi dénommé. Ce préfixe désigne, en vieux breton, des implantations monastiques issues des migrations venues d'outre-Manche.

## Typologie et organisation

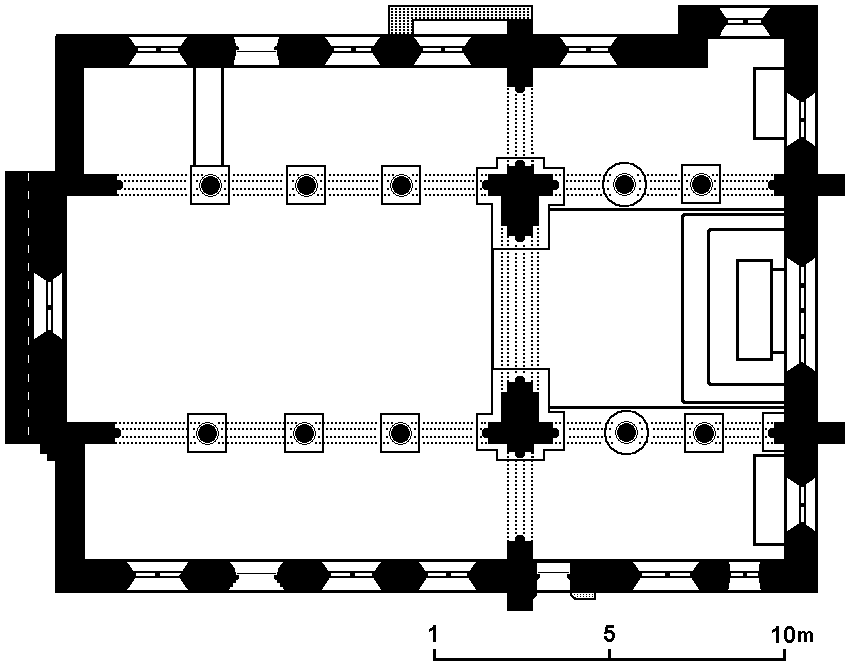
Plan de la chapelle de Languidou, basé sur celui dressé par Joseph Bigot au XIXe siècle, modifié et complété.

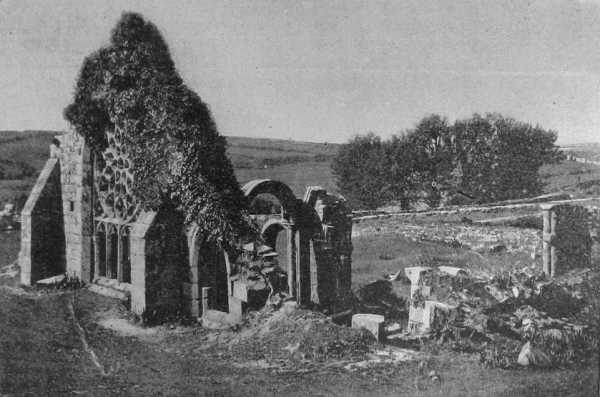
Ruines de Languidou à la fin du XIXe siècle. Aucun pilier n'est visible en place dans la nef ni au nord du chœur.

Les dimensions sont de 22 × 13 mètres environ. Le plan est en équerre peu marquée, presque rectangulaire.
Le chevet est plat. La nef comporte quatre travées et deux collatéraux, le chœur trois travées et deux collatéraux. La façade occidentale n'a pas de portail.
C'est un édifice non voûté, à nef aveugle. Bien qu'il soit aujourd'hui en ruine et qu'il ne reste rien de ses couvertures, on peut affirmer qu'il n'était pas voûté à la simple constatation de la finesse des supports et de la rareté des contreforts. De plus, aucun des édifices stylistiquement apparentés (École de Pont-Croix) n'est voûté. Les églises voûtées sont d'ailleurs exceptionnelles en Bretagne.

### État des ruines avant leur restauration
Ritalongi note en 1894 (sa visite étant antérieure à cette date) : « Cette chapelle, l'une des plus remarquables du canton, ne paraît avoir eu qu'un seul bas-côté. » Comme elle avait en fait deux collatéraux, on peut en déduire qu'avant la restauration tous les piliers des arcades nord étaient à terre et dispersés, d'où la fausse impression donnée à cet observateur.

### Matériaux
Le gros-œuvre est une association d'amphibolite et de granite, essentiellement de l'amphibolite (prasinite) pour les parties anciennes, et du granite pour les parties les plus récentes. Les couvertures (aujourd'hui totalement disparues) étaient constituées d'ardoise.

## Fondation et contexte
Languidou est réputé avoir été autrefois un prieuré — sans preuves concrètes à l'appui, semble-t-il. Quelques indices cependant vont dans le sens de la présence ancienne sinon d'un établissement monastique, tout au moins d'un ermitage :
- son toponyme en "Lan-" qui, en breton, dénomme un ancien ermitage ou monastère de l'époque de l'arrivée de populations britto-celtiques, qui seraient venues d'outre-Manche au haut Moyen Âge ;
- sa situation côtière, fréquente pour les implantations de religieux du haut Moyen Âge, dans toute la zone concernée par les usages du christianisme celtique ;
- Pérennès rapporte une mention ancienne de Grégoire de Rostrenen citant un penity Sant Guido (penity signifie ermitage, en breton), qui correspond probablement à Languidou, et atteste donc qu'on l'appelait ainsi à cette époque[8].

Languidou est établi dans un petit vallon s'ouvrant sur la basse côte marécageuse de la baie d'Audierne. La chapelle est sur la rive gauche du ruisseau, au ras de celui-ci.
Comme quasiment toutes les chapelles bretonnes de fondation ancienne, la chapelle de Languidou est associée à une fontaine de dévotion. La présence, sur le site, de cette fontaine et de deux stèles préchrétiennes permet de supposer que l'édifice dont on voit aujourd'hui les ruines a remplacé un édifice antérieur. En l'absence de textes ou de données archéologiques, rien ne le prouve formellement.

## Chronologie de l'édifice

### Milieu duXIIIesiècle
La chapelle actuelle est édifiée au milieu du XIIIe siècle. Cette datation repose sur l'examen de deux inscriptions en latin, gravées sur les chapiteaux des naissances des grandes arcades nord — l'une côté chœur, l'autre côté nef.

#### L'inscription du côté chœur: le maître d'œuvre

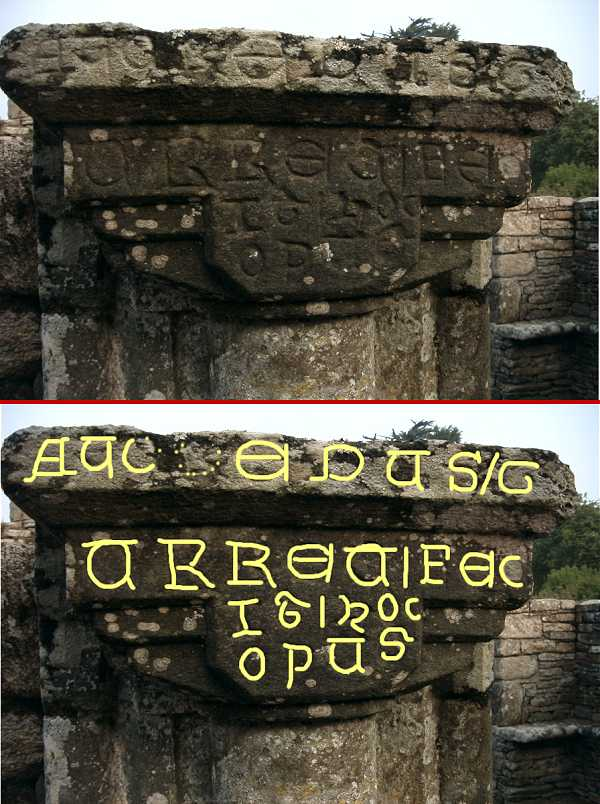
L'inscription du nom du maître d’œuvre.

Côté chœur, l'inscription du nom du maître d’œuvre figure sur la pile nord de l'arc diaphragme, face orientale, c'est-à-dire sur la naissance ouest des grandes arcades nord du chœur (les arcs ont aujourd'hui disparu). L'inscription débute sur le tailloir et se continue sur la face plate du chapiteau. La partie figurant sur le chapiteau est toujours bien lisible, tandis que celle inscrite sur le tailloir n'est maintenant que partiellement déchiffrable.
Les lectures anciennement publiées de l'inscription sont les suivantes :
- AUVREDUS GURREU FECIT HOC OPUS (René Couffon, en 1951[9]) ;
- AUWREDVS GURREC FECIT HOC OPUS (Pérennès, en 1934[2]).

L'état actuel de l'inscription permet toujours d'y lire, réparti sur quatre lignes :
AU...REDUS|G
URREU|FEC
IT|HOC
OPUS
La graphie ancienne et latinisée Gurreu peut sans doute être transcrite sous forme moderne par « Gurriec », qui est un patronyme anciennement attesté dans le Sud-Finistère. L'inscription peut donc être traduite par « Auffray Gurriec a fait cette œuvre. » Considérée isolément, la mention épigraphique courante fecit hoc opus n'est pas à prendre au sens de « a construit ce bâtiment » car, à l'époque médiévale, elle indiquait indifféremment soit un maître d'œuvre soit un commanditaire de l'ouvrage. Cependant, dans le contexte précis de Languidou, elle peut être interprétée comme une mention très probable du maître d'œuvre, car les noms des commanditaires de l'édifice sont précisés par ailleurs.
Auffray Gurriec étant totalement inconnu en dehors du contexte de cette inscription, la connaissance de son nom ne permet pas de préciser plus avant la datation de l'édifice. Seuls les critères paléographiques permettent donc de dater approximativement l'inscription, et donc l'édifice :
- d'après Couffon, les caractères utilisés indiqueraient la seconde moitié du XIIIe siècle[9] ;
- d'après Debiais, les caractères utilisés indiqueraient les alentours de 1250, avec les réserves liées à la marge d'incertitude inhérente à toute datation paléographique[10].

#### L'inscription du côté nef: les commanditaires

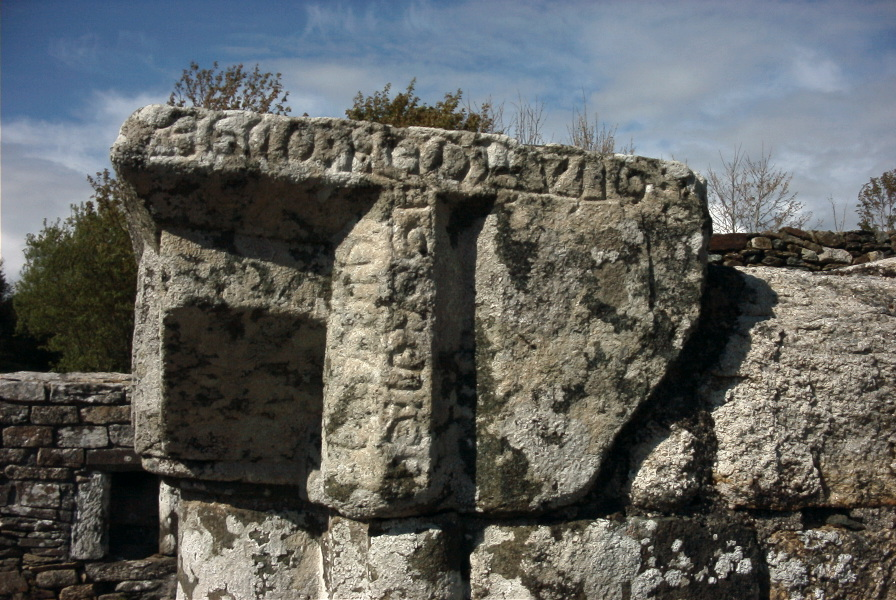
Naissance est des grandes arcades nord de la nef, face sud.

L'inscription du côté nef est répartie sur deux faces (ouest et sud) du chapiteau.
Sur la face sud, l'inscription est répartie sur le tailloir du chapiteau et sur la moulure perpendiculaire à celui-ci (sur sa face de la moulure et sur la face inclinée occidentale de celle-ci).

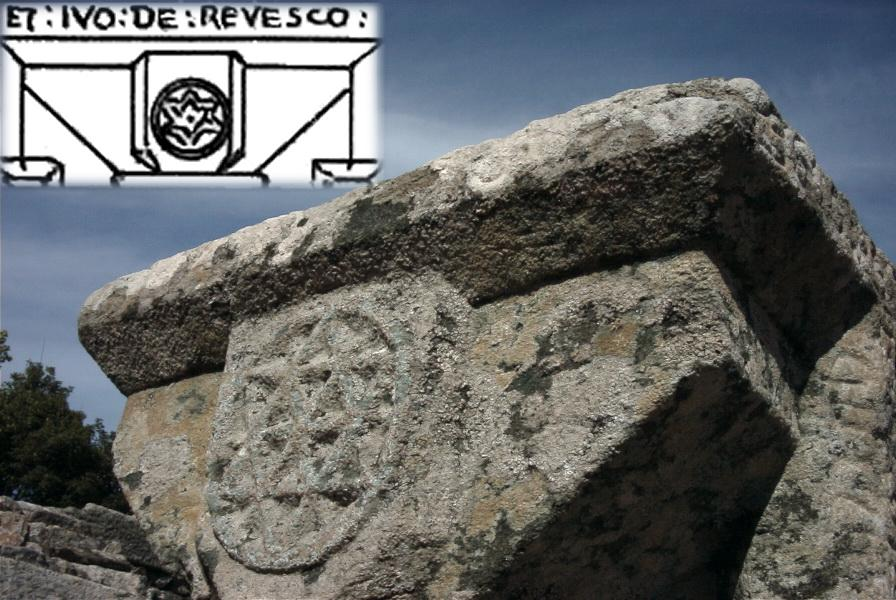
Naissance est des grandes arcades de la nef, face ouest.

Une partie de l'inscription était présente sur la face occidentale du tailloir. Elle est maintenant presque indiscernable. Un croquis de cette face avait été effectué en 1910, ici ajouté en vignette sur la photo.
L'état actuel d'érosion de l'inscription ne permet plus d'en faire une lecture précise, la partie figurant sur la face ouest (donc offerte à la mer et aux vents dominants) est même presque complètement effacée. Il faut donc s'en remettre aux lectures anciennes de l'inscription :
- GVILLELMUS:CANONICVS:ET:IVO:DE:REVESCO:AEDIFICAVERVNT:ISTAM:ECCLESIAM (Abgrall, 1894[12]) ;
- GVILL°:CANON°:ET:IVO:DE:RIVESCO:AEDRVNT:ISTAM:ECCLIAM (Abgrall, 1916[13]) ;
- GVILL CANON ET IVO DE REVESCO AEDRVNI ISTAM ECCLTAM (Tillet, 1982[14]) ;
- GVILLEMUS CANNONICVS ET YVO REVESCO REEDIFICAVERVNT IST[AM ECCLESIAM IN HO]NOREM... QVIDOV (Pérennès, 1934[2]).

Ce qui se traduit par : « Le chanoine Guillaume et Yves de Revesco ont fait (re)bâtir cette église (en l'honneur de saint Quidou). » Concernant Yves de Revesco, Ducrest, Pérennès, Waquet, Tillet signalent que la famille de Rivesco/Revesco/Revescon/Revescou/Riviscou était possessionnée en Plozévet. Mais on ne dispose d'aucune information sur cette famille à cette période. Tout ce qu'on peut dire est qu'il s'agissait d'un hobereau local. Il n'est pas identifiable avec précision, et son nom ne fournit donc aucun argument supplémentaire à la datation. Revesco est très probablement Ruviscou, lieu-dit sis entre Plozévet et Pouldreuzic, qui est de nos jours une ferme sans trace d'ancien manoir.
Quant au chanoine Guillaume, Abgrall note que le cartulaire de Quimper mentionne un chanoine Guillaume en 1162 et 1166. Ceci ferait remonter l'édification de Languidou (et incidemment de la collégiale Notre-Dame de Roscudon, si proche stylistiquement et géographiquement) à la fin du XIIe siècle.
Couffon réfute la datation d'Abgrall, car d'autres chanoines Guillaume sont mentionnés postérieurement (1240, 1263, 1283, etc.) La mention d'un chanoine Guillaume ne fait donc pas progresser directement la datation de l'édifice, mais elle est totalement compatible avec la datation paléographique de l'inscription précédente, c'est-à-dire le milieu du XIIIe siècle.
D'un point de vue paléographique, d'après Vincent Debiais, on pourrait attribuer à cette seconde inscription une date un peu plus tardive que celle de l'inscription précédente, mais avec de grandes réserves, vu l'état de dégradation actuel. Cette courte succession dans le temps ne serait pas illogique, puisqu'à l'époque on construisait habituellement les églises en finissant le chœur avant de commencer la nef. D'ailleurs, à Languidou, les arcades de la nef (du moins ce qu'il en reste, et après un remontage approximatif) et celles du chœur diffèrent légèrement. Proposer le milieu du XIIIe siècle comme date de construction repose donc sur des présomptions sérieuses.

### XIVeetXVesiècles
La chapelle est remaniée à la fin du XIVe siècle ou durant la première moitié du XVe. Cette datation repose sur des critères stylistiques : rose du chevet, oculus du collatéral sud, crédence et enfeu du collatéral sud. Caillon et Riou datent la rose avec précision de 1450, mais sans argumenter la datation.

### XVIIIesiècle

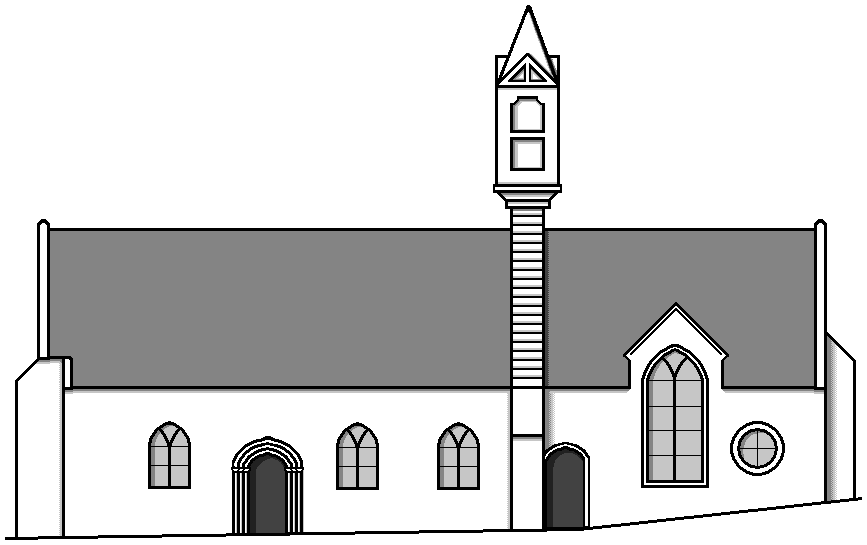
Restitution approximative de l'aspect de la façade sud, avant la démolition partielle au XVIIIe siècle. Si l'emplacement central du clocher est très probable, son aspect reste en revanche totalement spéculatif.

L'un des deux piliers d'entrée du placître portait la date de 1751 qui, effacée par l'érosion, n'est plus visible à ce jour. En 1794, la chapelle est partiellement détruite, pour fournir pierres et couverture à la construction d'un corps de garde à Plovan.

### XXesiècle
Les ruines sont restaurées et consolidées au début du XXe siècle, mais dans l'approximation et le désordre…

## Architecture extérieure

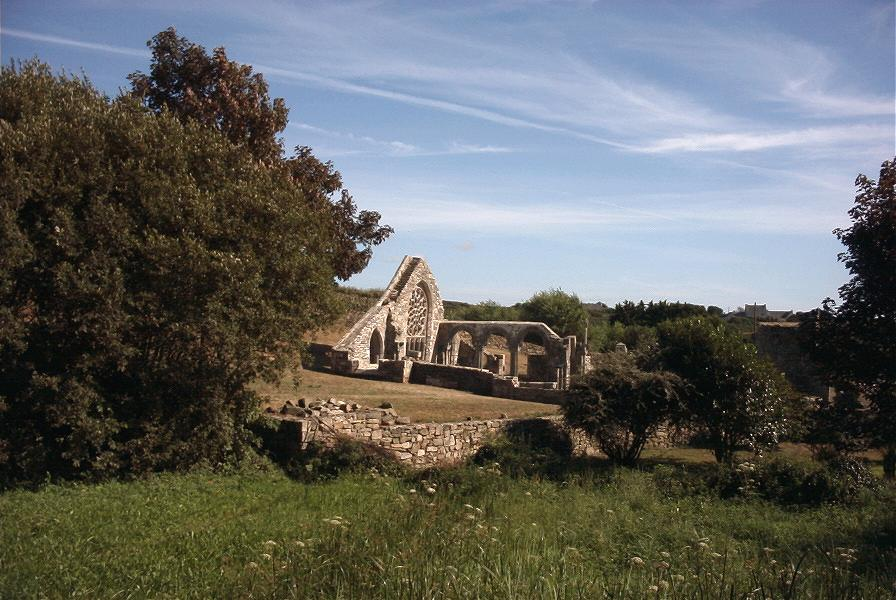
Vue générale sur la chapelle de Languidou.

La chapelle est partiellement enterrée. En effet, elle est bâtie sur un terrain présentant une forte déclivité de l'est vers l'ouest, et une pente plus légère du nord vers le sud. La façade occidentale se trouvant au niveau du sol, la façade orientale s'en retrouve enterrée jusqu'à la base des verrières.

### Le placître

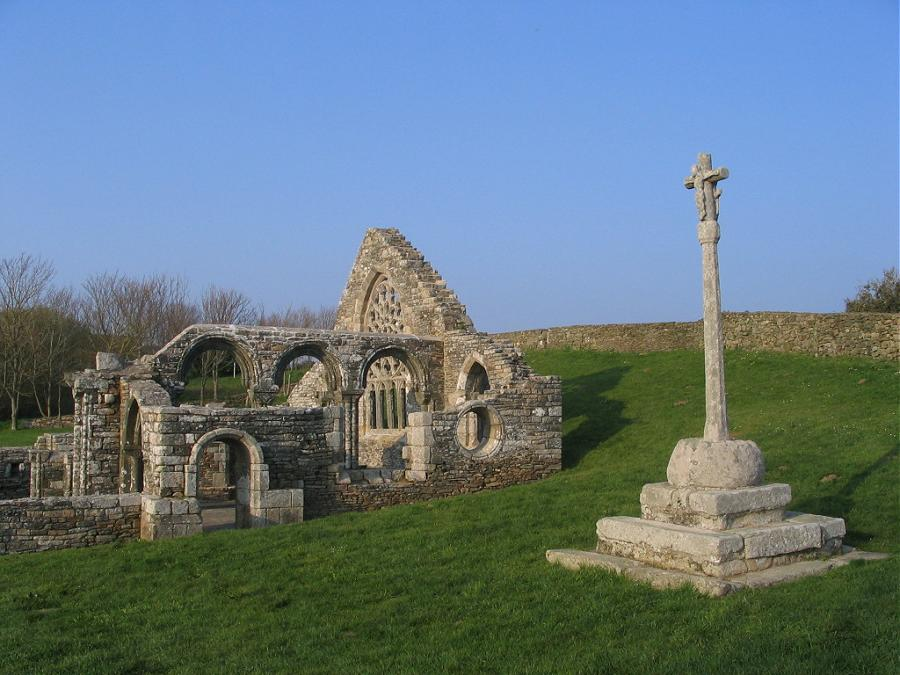
Le placître : chapelle, calvaire et muret d'enceinte. La fontaine est en dehors du placître, au nord-est de la chapelle.

La chapelle est entourée d'un vaste placître, clos d'un muret qui a visiblement été restauré, voire refait, à une époque récente. L'entrée du placître est entourée de deux piliers maçonnés, sans grand caractère. C'est l'un de ces deux piliers qui portait jadis la date de 1751. Le placître abrite un calvaire et deux stèles protohistoriques.
Il a longtemps servi de cimetière principal pour la paroisse de Plovan. Le cimetière du placître de l'église paroissiale Saint-Gorgon, au centre du bourg, est en effet très petit. Le cimetière de Languidou est aujourd'hui désaffecté et toutes les tombes en ont été ôtées.

### Les stèles protohistoriques

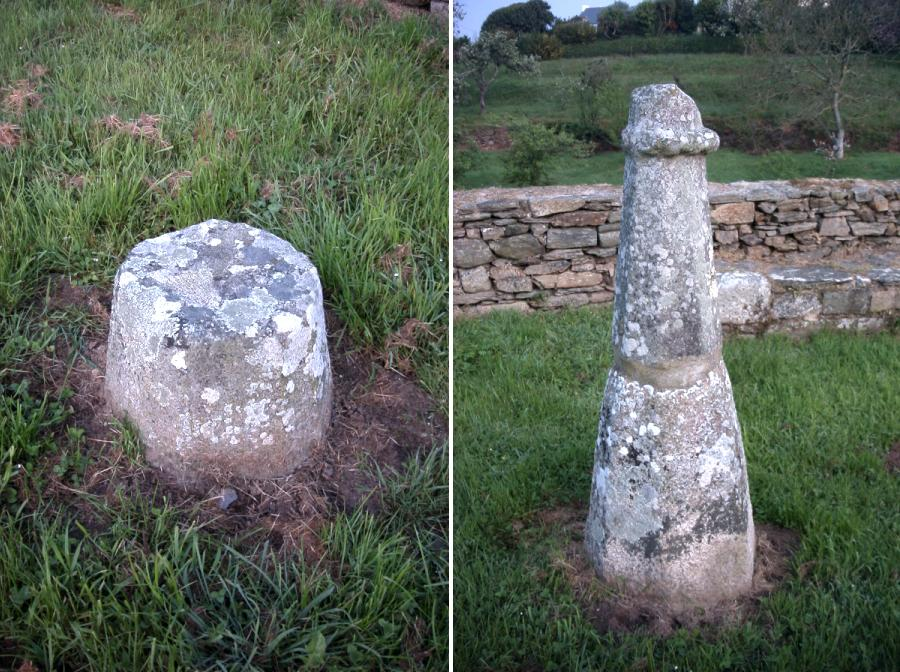
Les stèles du placître.

Les deux stèles protohistoriques, aux flancs épannelés, sont peut-être de l'âge du fer. Leur présence, si tant est qu'on ne les a pas déplacées, attesterait de l'ancienneté du site de Languidou en tant que lieu de culte.
L'une d'elles est curieusement couronnée d'un prolongement rapporté, ressemblant à un pinacle. Peut-être cette stèle avait-elle été secondairement christianisée par cette pièce rapportée supportant une croix ?

### La façade méridionale

#### La façade du chœur

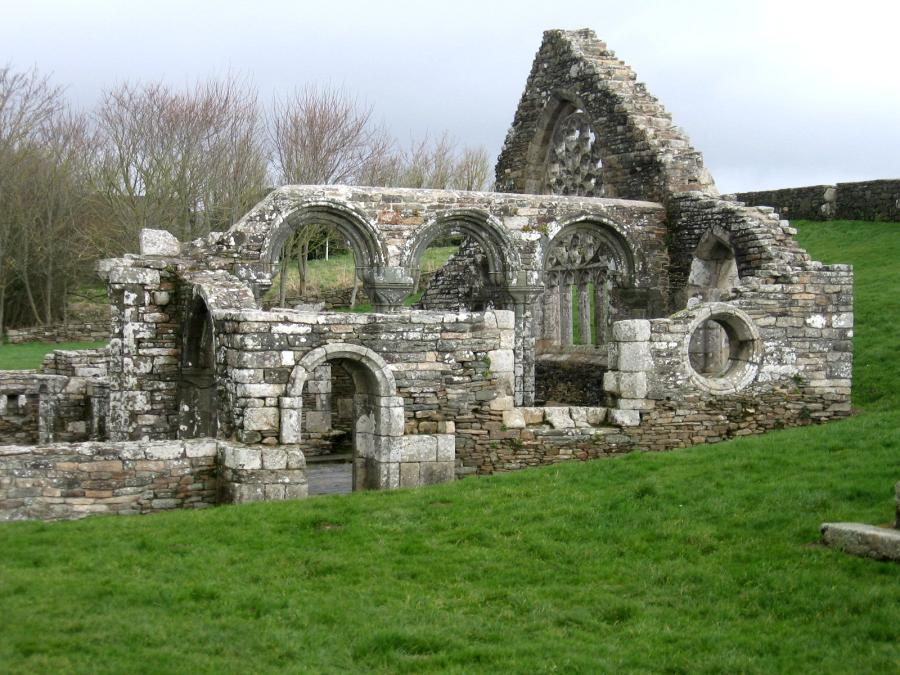
Façade sud du chœur.

Sur la façade méridionale du chœur, les restes d'une grande verrière indiquent par leur taille que cette verrière devait dépasser la ligne d'égout de la toiture, et donc que l'arc couronnant la verrière était surmonté d'un pignon.
Sur cette même façade, un petit portail communique avec le bas du collatéral sud. Il est très simple et assez bas, en plein cintre, simplement épannelé, sans chapiteaux. À sa gauche, se trouve la base du contrefort qui venait contrebuter la poussée de l'arc transverse du collatéral — et donc indirectement celle de l'arc diaphragme. En revanche, le massif à sa droite n'a pas de raison architectonique évidente. Sa présence n'est peut-être que l'une des nombreuses approximations commises lors de la restauration des ruines au début du XXe siècle. Son absence d'un plan établi au XIXe siècle par l'architecte diocésain Joseph Bigot semble le confirmer.
Un bel et grand oculus se situe entre la verrière méridionale et le pignon du chevet. Il est difficile de dire si cet oculus avait des remplages.

#### La façade de la nef
Il ne reste pratiquement plus rien de la façade méridionale de la nef : une simple base de mur très restaurée. Les restes des verrières mentionnées sur le plan Bigot ont disparu lors de cette restauration radicale. On voit les restes d'un portail avec encore quelques traces des bases des colonnettes qui l'encadraient. Son emmarchement est aujourd'hui une ancienne pierre tombale.

### Le chevet

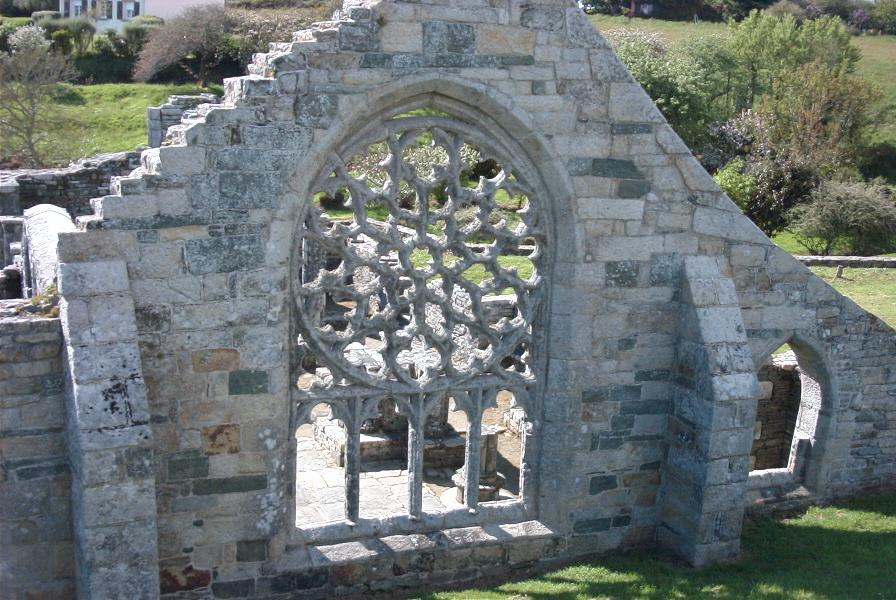
Le chevet. À noter l'enfouissement de sa base, imposé par la déclivité du terrain.

Le chevet est plat, comme c'est la règle dans les édifices témoignant du style de l'École de Pont-Croix. Le chevet actuel est néanmoins postérieur à cette époque, ayant été remanié. L'élément marquant est bien sûr la superbe rose qui orne sa verrière centrale. Celle-ci a été rajoutée secondairement à l'édifice, probablement vers la fin du XIVe siècle, ou le début du XVe.
Hormis la grande rose, on remarque un appareillage plus grand et plus soigné, et une nature de pierre différente (moins d'amphibolite) qui témoigne d'une reprise importante de tout le chevet conjointement à cette modification de la verrière. Les deux contreforts contrebutant les grandes arcades intérieures présentent le même appareillage que le parement du chevet. Ils ont donc probablement été remaniés à la même époque.
L'examen des rampants du chevet donne une indication sur l'aspect de la toiture de l'édifice, aujourd'hui disparue. Il s'agissait d'une vaste toiture en bâtière unique sur nef aveugle, ce qui est la typologie habituelle des toitures des édifices de l'École de Pont-Croix. À noter, de chaque côté, un léger dièdre rentrant au niveau des arcades, tout du moins au niveau de la toiture du chœur (entre le chevet et l'arc diaphragme). On ne saurait dire si ce dièdre se poursuivait sur la toiture de la nef. On ne saurait dire non plus s'il ne fut pas une « interprétation » abusive, lors de la première restauration des ruines : les quelques photos de la chapelle prises avant sa restauration ne sont pas probantes à ce sujet.
Quant à l'aspect des rampants eux-mêmes, leur profil et leur mouluration nous restent inconnus. Le rampant nord est une restitution, et le rampant sud a perdu ses nervures. En particulier, il n'est pas possible de savoir si un ressaut orthogonal était présent au niveau des grandes arcades, comme on le constate sur les rampants anciens d'autres édifices de l'École de Pont-Croix.

### La façade occidentale

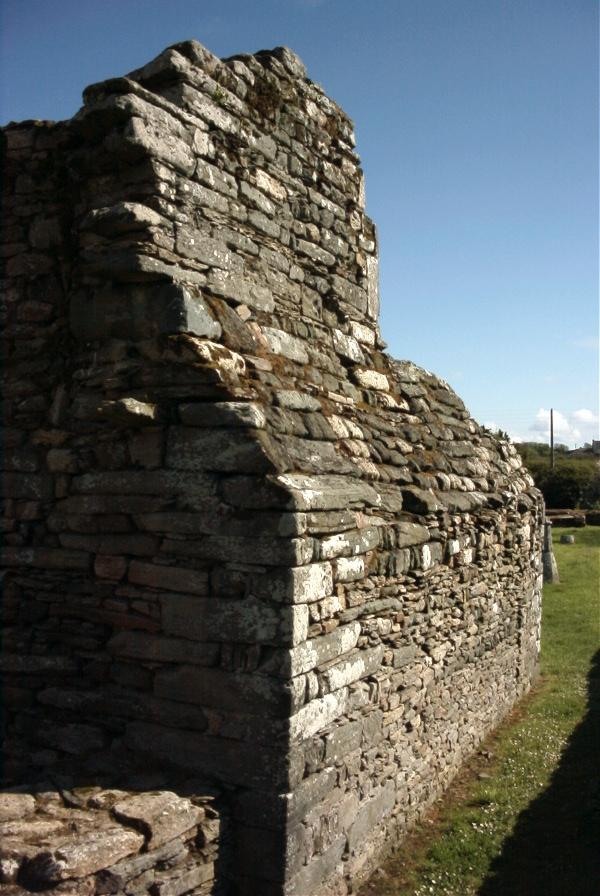
Façade occidentale. Il n'y a qu'un étroit passage entre la façade et le mur du placître, dont on voit l'ombre à droite. Ce dernier est à l'aplomb direct du lit du ruisseau.

La façade occidentale est dépourvue de toute trace de portail. Il n'aurait été d'aucune utilité à cet endroit, puisque le ruisseau longe la façade (la chapelle est construite près du ruisseau pour bénéficier d'un terrain moins pentu). Le seul ornement de cette façade est une fenêtre haut perchée, dont il ne reste que quelques pierres de l'encadrement.
La base de la paroi est très épaissie sur toute la largeur du vaisseau central, et raccordée en glacis avec la partie supérieure. Ceci forme une sorte de contrefort faisant corps avec la paroi et courant tout le long de celle-ci, d'une arcade à l'autre : un aspect évoquant plus l'architecture militaire de l'époque que l'architecture religieuse. La disposition habituelle des façades occidentales était celle de deux étroits contreforts contrebutant les arcades intérieures et encadrant un portail.
La justification architectonique de cette volumineuse disposition, bien peu économique en matériaux, peut être le ruisseau tout proche. Il aurait fait craindre son travail de sape des fondations, et une déstabilisation des arcades de la nef. Aussi les constructeurs auraient-ils décidé de faire solide.
Tout le couronnement de la façade a disparu. Il donc pas possible de savoir à quoi ressemblaient les rampants du pignon.

### La façade nord

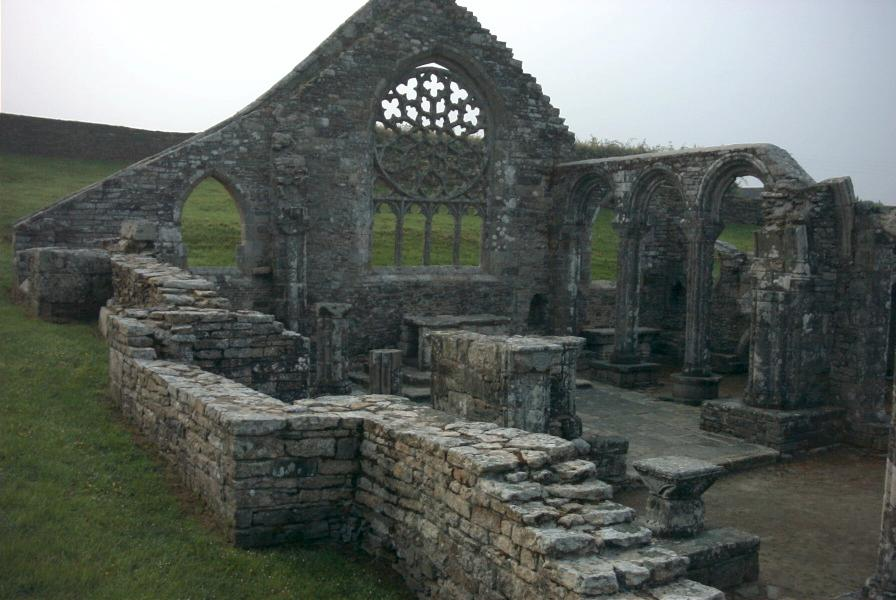
Façade nord. Le décrochement formant chapelle latérale est peut-être une erreur de restitution.

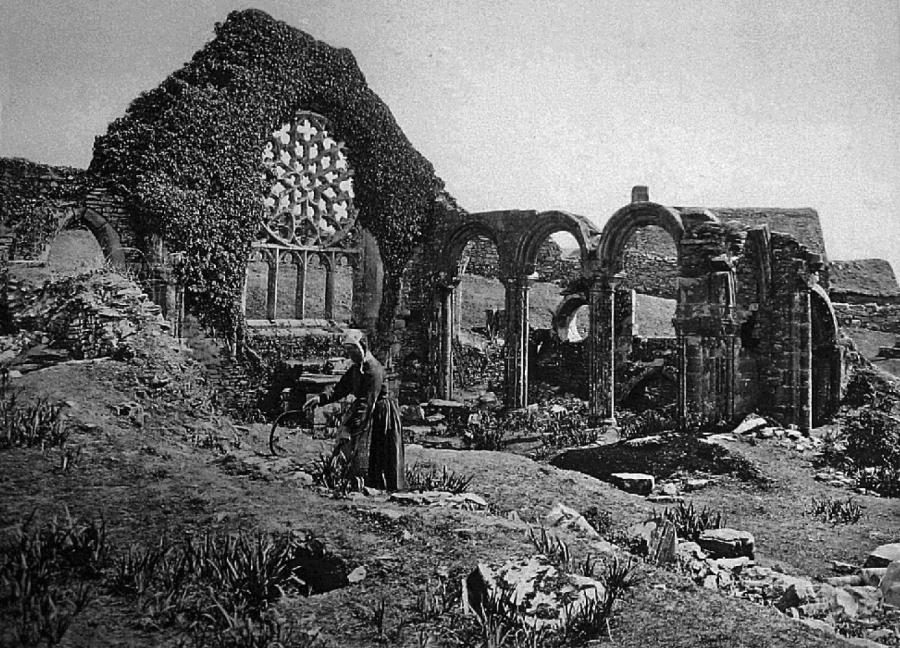
L'état des lieux avant leur restauration (photo de la fin du XIXe siècle).

Il reste peu de chose de la façade nord. C'est aujourd'hui un simple muret représentant la base de l'ancien mur.
En outre, son aspect actuel est probablement le résultat d'une interprétation hasardeuse des ruines lors de leur restauration, au début du XXe siècle. En effet, le plan des ruines dressé par Joseph Bigot à la fin du XIXe siècle, donc avant toute restauration, diffère sur ce point du plan actuel. La façade nord y est droite jusqu'au décrochement de la chapelle latérale nord du chœur. En revanche, un contrefort est présent, symétrique du contrefort de la façade sud. Actuellement, il y a un deuxième décrochement en chapelle, au niveau de la nef, qui n'existe pas sur le plan Bigot. L'état actuel est peut-être le résultat d'une mauvaise compréhension de la base du contrefort contrebutant l'arc transversal du collatéral nord. Cette base de contrefort a pu être interprétée comme une base de paroi : on aurait aligné à tort une portion du mur gouttereau sur elle, créant ainsi cette fausse chapelle.
Une autre restauration de toute évidence approximative est la base de la porte nord de la nef. Cette ouverture est effectivement signalée sur le plan Bigot. Elle paraît être une porte, mais les piédroits de la base de porte actuelle ne comportent aucun décrochement permettant d'y adapter un ouvrant…
Quant aux quatre fenêtres du mur nord signalées sur le plan Bigot, nulle trace actuelle, hormis la base de l'encadrement de la verrière de la chapelle nord du chœur. Une remarque identique a déjà été faite à propos du mur sud de la nef. Il est certes possible que Bigot ait effectué une restitution graphique de certaines ouvertures, par ajout sur son plan de symétriques nord-sud disparues ; mais on devrait alors retrouver au moins quelques traces des entablements de certaines verrières. L'état actuel de ces bases de murs tirées au cordeau montre hélas que tout a été nivelé et « restauré » bien « propre », comme un muret de jardin.

### La fontaine de dévotion

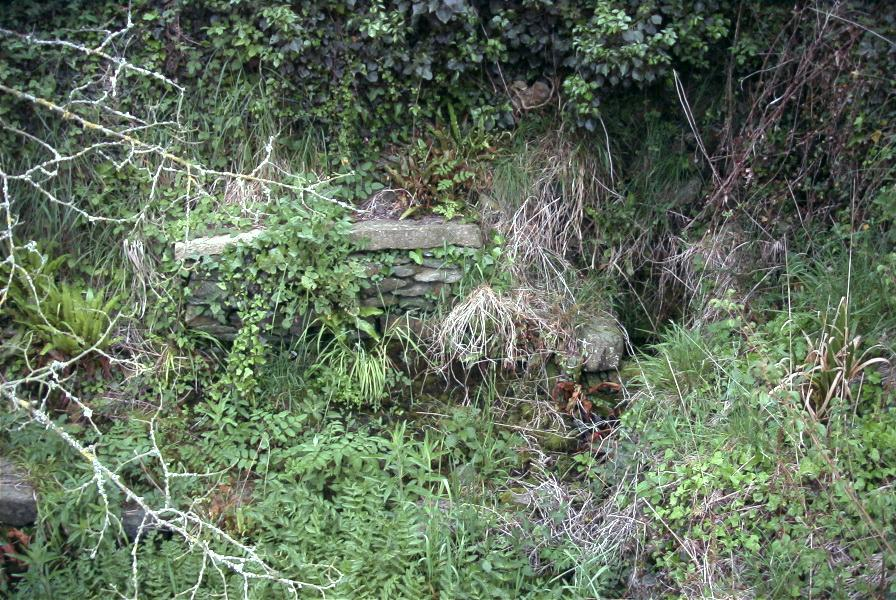
Fontaine de Languidou. Le terrain y est constamment détrempé.

La fontaine de Languidou est située en dehors du placître, à une centaine de mètres en aval de la chapelle, au nord-est de celle-ci, dans le vallon, en rive droite de ce dernier. Cette fontaine rustique est maintenant à l'abandon et envahie par la végétation. Des riverains la débroussaillent de temps à autre, car on la voit à peine, voire pas du tout, lorsque la végétation est haute.
Caillon et Riou, ainsi que René Couffon, désignent saint Gorgon, et non saint Quidou, comme l'éponyme de cette fontaine (saint Gorgon est l'éponyme de l'église paroissiale de Plovan),. Caillon et Riou formulent l'hypothèse que la situation de la fontaine sur la rive opposée à celle où se trouve la chapelle expliquerait cette attribution à saint Gorgon plutôt qu'à saint Quidou : le ruisseau aurait formé la limite séparative des domaines dédiés l'un à saint Gorgon, l'autre à saint Quideau.

## Architecture intérieure
Malgré les outrages du temps et des hommes, malgré ses nombreuses parties manquantes, la chapelle de Languidou témoigne encore parfaitement de ce qu'était l'aspect et l'organisation intérieure d'un édifice de l'École de Pont-Croix.

### Le chœur

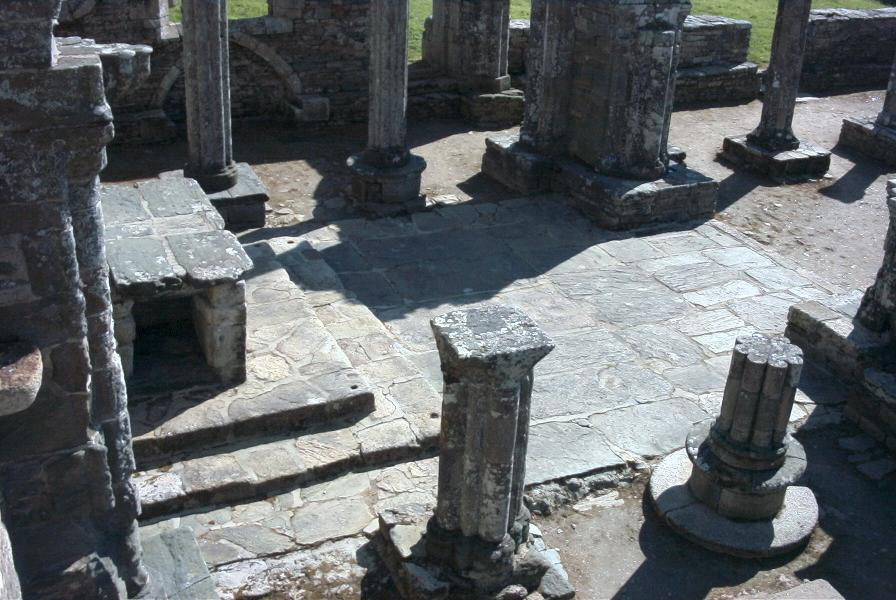
Le chœur. Seules les arcades sud sont complètes. Les arcades nord ne sont représentées que par des fragments de piliers en désordre et en discordance avec leurs symétriques.

Le chœur est la partie la mieux conservée de l'édifice, puisque le mur de chevet et les grandes arcades sud sont complètes. Le chœur se compose de trois vaisseaux de trois travées. L'édifice n'ayant pas de transept, la séparation entre chœur et nef était matérialisée par un grand arc diaphragme, associé à deux arcs transversaux dans les collatéraux (seul l'arc du collatéral sud est conservé).
En sus de l'arc diaphragme, la séparation chœur-nef est aujourd'hui marquée par un surélèvement du pavage du chœur par rapport à celui de la nef, mais on ne peut affirmer qu'il en était ainsi à l'origine puisque le pavage du chœur a disparu… à moins qu'il n'y en ait jamais eu.
Le maître-autel est placé sur deux degrés. Il n'est pas certain que ce soit l'autel originel, mais plutôt une restitution à partir d'éléments épars.

#### Les grandes arcades sud

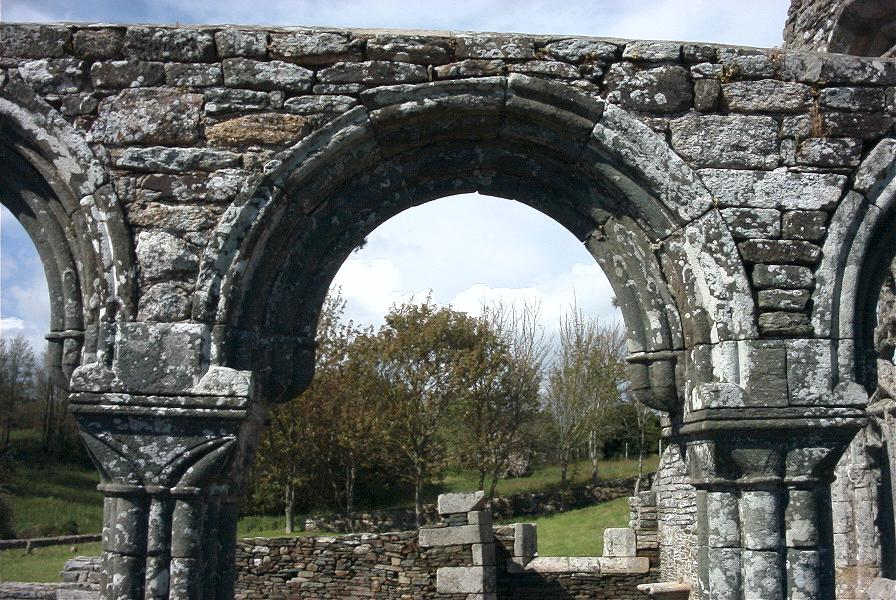
Grandes arcades sud du chœur. Superbes, typiques du style de l'École de Pont-Croix, elles ont été préservées de la destruction.

Les grandes arcades sud sont complètes. Ce sont les seules arcades de l'édifice restées debout et en place. Elles ne sont donc pas le résultat d'un remontage d'éléments épars.
Elles sont typiques du style initial de l'École de Pont-Croix. Elles présentent un aspect extrêmement proche de celles de Notre-Dame de Roscudon, à Pont-Croix : fûts à colonnettes, chapiteaux, culots d'encorbellements, nervures d'intrados, tout cela est plus que similaire entre les deux édifices : quasi identique, voire interchangeable.

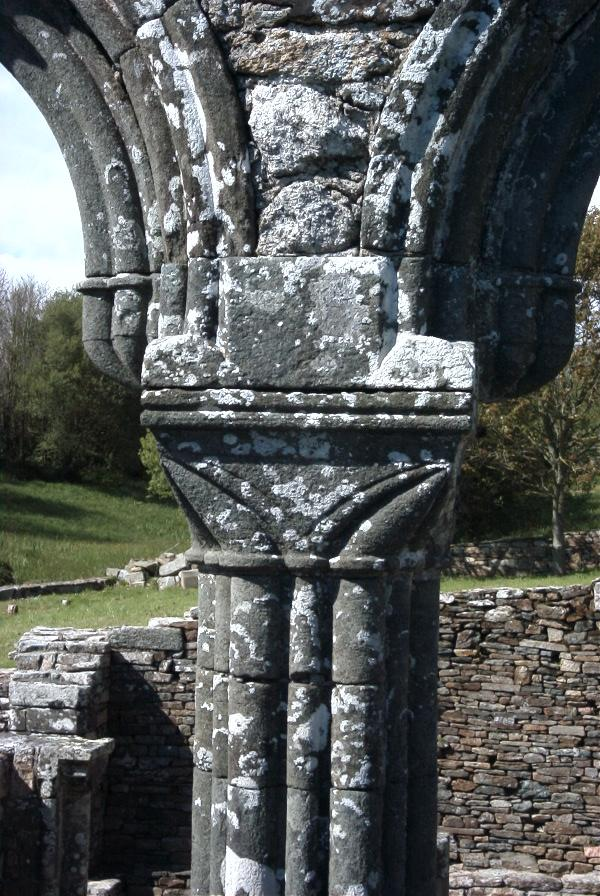
Grandes arcades sud du chœur. À noter les culots en encorbellement, recevant la nervure en faisceau de tores et la base en talus des voussures de l'archivolte.

Il est donc difficile d'imaginer que ces éléments aient pu être taillés et mis en œuvre par un autre atelier que celui qui a réalisé la nef et le chœur initial de la collégiale de Pont-Croix. La seule différence notable entre les grandes arcades des deux édifices est l'absence à Languidou du cordon horizontal, au-dessus des arcades, et des fines colonnettes prolongeant l'axe des piliers. Cette différence s'explique aisément par le fait que le parement des murs surmontant les arcades de Pont-Croix est en pierre de taille ; alors que celui de Languidou est en appareil de moellons dégrossis (en partie restitué, comme on le voit sur les photos anciennes), et que seules les arcades proprement dites sont en pierre de taille. Il est très probable que ces parties en moellons des murs de Languidou étaient autrefois recouvertes d'un enduit.
Les deux piliers reposent sur des socles-bancs (formule habituelle de l'École de Pont-Croix). À noter l'alternance socle carré et socle circulaire, avec symétrie nord-sud.

#### Les grandes arcades nord
Des grandes arcades nord, il ne reste en place que les socles des piliers. On retrouve la même alternance (socle carré et socle circulaire) qu'aux arcades sud.
Les piliers — très fragmentaires — qui reposent sur ces socles ne correspondent pas à leurs symétriques des arcades sud. Il semble y avoir eu un mélange des piliers entre les diverses arcades du chœur et de la nef, lors de leur remontage, à l'époque de la « restauration » des ruines, au début du XXe siècle.

#### L'abside

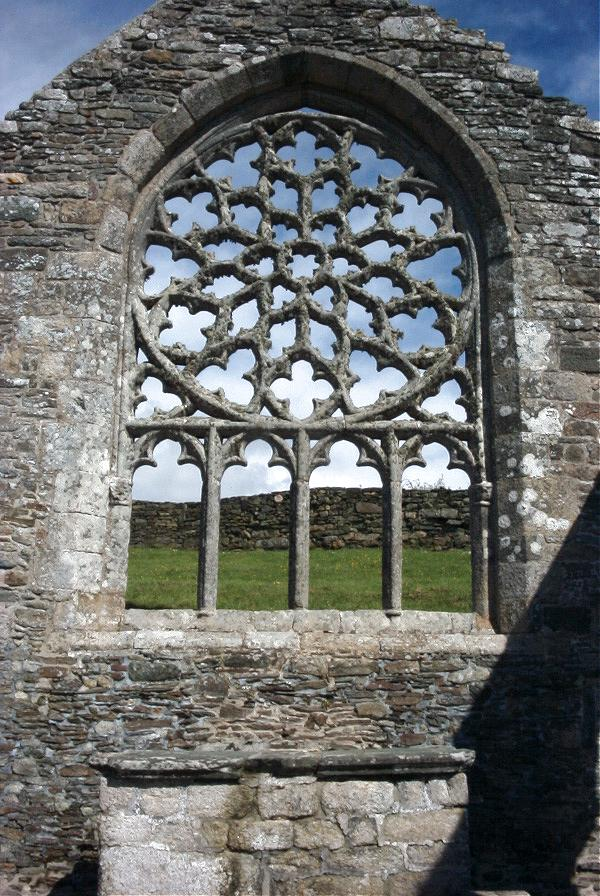
La grande rose de l'abside, ouvrage d'une ampleur et d'une finesse remarquable. Sa présence est inattendue dans une chapelle que l'on pourrait croire modeste.

Dans l'abside, la grande rose orientale domine le spectateur, telle une dentelle de pierre en équilibre dans l'air. Elle semble beaucoup plus belle vue du côté abside que du côté chevet, du fait que ce dernier est partiellement enterré. Les remplages ont été préservés des outrages du temps. Leur facture est remarquable. Le style de cette rose est encore rayonnant, mais annonce le flamboyant.
Elle est beaucoup plus récente, d'un siècle au minimum, que les grandes arcades du chœur et de la nef. Elle est parfois utilisée à tort pour illustrer le style de l'École de Pont-Croix, avec lequel elle n'a aucun rapport.
L'ampleur et la qualité générale de la décoration des parties anciennes du bâtiment (grandes arcades et arc diaphragme) ainsi que la présence de cette grande rose plus récente démontrent que Languidou fut certainement bien plus qu'une simple chapelle locale. Les investissements lourds dont elle fit l'objet à diverses époques montrent que cette chapelle a joui autrefois de prestige et de notoriété, et cela sur une longue période.

#### La chapelle latérale nord

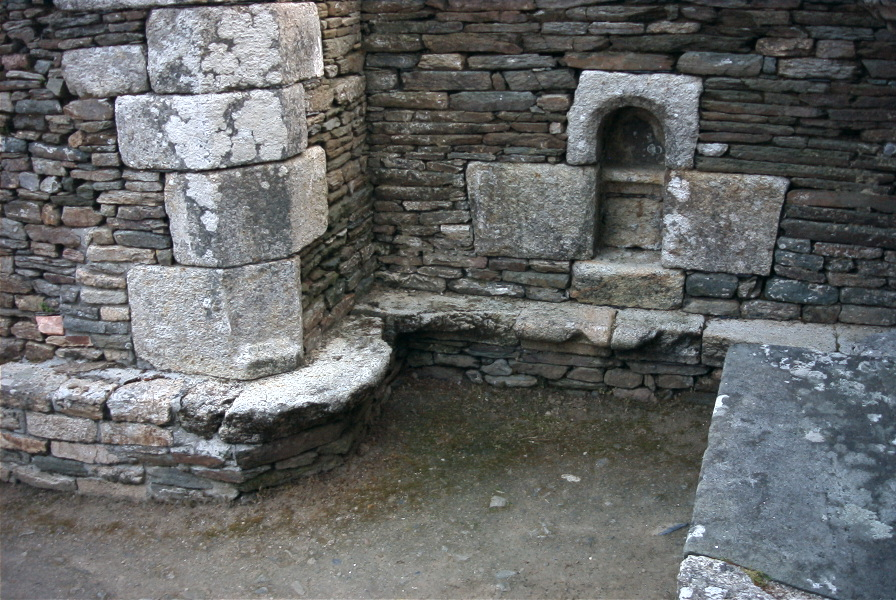
Chapelle nord. Le collatéral nord du chœur s'élargit en chapelle. À noter le banc courant le long du mur et une étroite crédence-piscine, de facture assez rustique.

La chapelle latérale nord est un simple décrochement latéral peu profond du mur nord. Elle est pour l'essentiel dans l'axe du collatéral nord. Elle est occupée par un petit autel de pierre (paraissant quelque peu « bricolé »), surmonté d'une verrière orientale dont les remplages ont disparu.
Sur le mur nord, sous les restes d'une verrière, se trouve une crédence-piscine qui est peut-être contemporaine de l'édifice originel, car elle diffère sensiblement de son homologue de la chapelle sud, sans doute plus récente.

#### La chapelle latérale sud

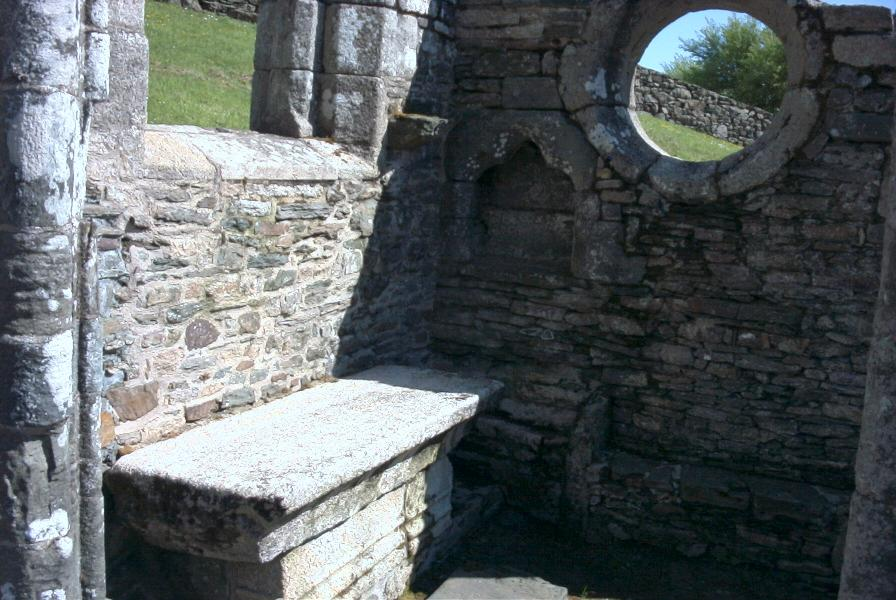
Chapelle sud. À noter l'oculus et la crédence.

Contrairement à celle du côté nord, la chapelle du côté sud ne comporte aucun élargissement ; elle continue directement le collatéral sud. Une grande verrière méridionale (dont il ne reste que la base des piédroits) ainsi qu'un large oculus éclairaient latéralement cette chapelle qui, axialement, était éclairée par la verrière du chevet du collatéral. Cet endroit ne manquait donc pas de lumière. Le mur sud abrite un enfeu en arc brisé dont la tombe a disparu.

### L'arc diaphragme
L'arc diaphragme, qui séparait la nef du chœur, a lui-même disparu. Mais le fort volume des piles qui le soutenaient, la présence d'arcs transversaux (seul l'arc sud est conservé) dans les collatéraux le contrebutant, le fait que ces arcs soient eux-mêmes contrebutés à l'extérieur de l'édifice — tout cela indique que cet arc diaphragme devait supporter la charge d'un clocher central, clocher dont il ne reste aucun élément à ce jour. La formule du clocher central est habituelle dans les édifices de l'École de Pont-Croix.
Un chancel fermait probablement cet arc diaphragme (une saignée sur la colonnette centrale de la pile nord semble l'indiquer).

#### La pile nord

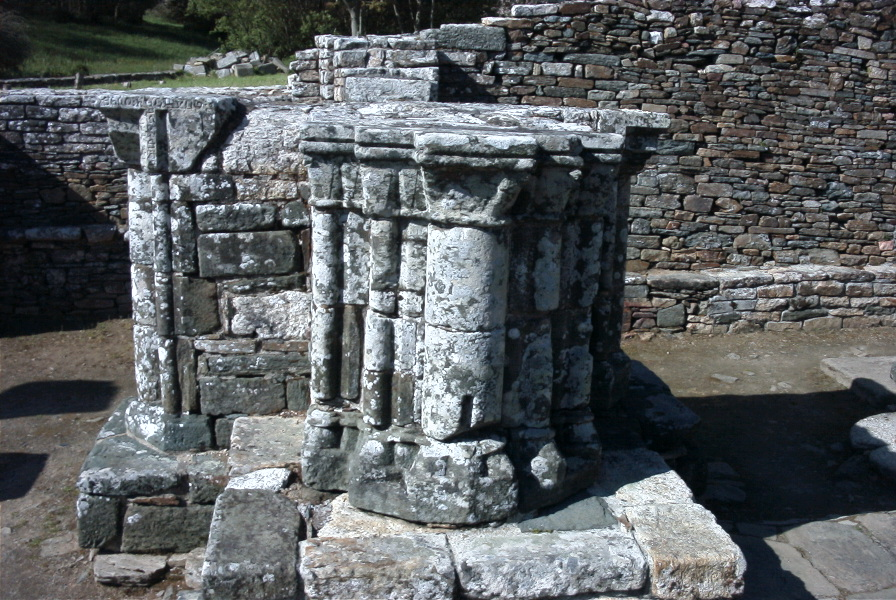
Pile nord de l'arc diaphragme, vue depuis la pile sud. Elle a été remontée lors de la restauration. Il manque quelques assises horizontales, la pile était originellement plus haute. Son profil étant symétrique de la pile sud, sa hauteur devait être la même.

La pile nord est incomplète. Il lui manque des assises horizontales et il n'y a plus aucune trace de départs d'arc au-dessus des tailloirs. Son remontage semble cependant avoir été effectué correctement.
Bien qu'incomplète, cette pile constitue l'une des parties d'intérêt majeur de l'édifice, car elle est contemporaine des grandes arcades, donc de l'édifice originel, et elle porte sur les naissances des arcades les deux belles inscriptions gravées (voir ci-dessus : « Chronologie de l'édifice »). C'est le nom du maître d’œuvre, et non celui des commanditaires, qui occupe la place d'honneur dans cet édifice. Le nord est en effet le côté de l'évangile (il est souvent dénommé ainsi) et l'inscription concernant le maître d'œuvre fait face au chœur. Celle concernant les commanditaires fait face à la nef.
La pile repose sur un large socle-banc. Celui-ci présente un décalage en hauteur entre la partie soutenant le départ des arcades de la nef et celle soutenant l'ensemble formé par le corps de la pile et le départ des arcades du chœur. Ceci est à mettre en relation avec les données paléographiques des deux inscriptions de cette pile, qui vont dans le sens d'une légère antériorité de l'inscription côté chœur. Ce décalage du socle, évoquant une extension secondaire du socle principal, va donc dans le même sens : le chœur a probablement été érigé avant la nef.

#### La pile sud

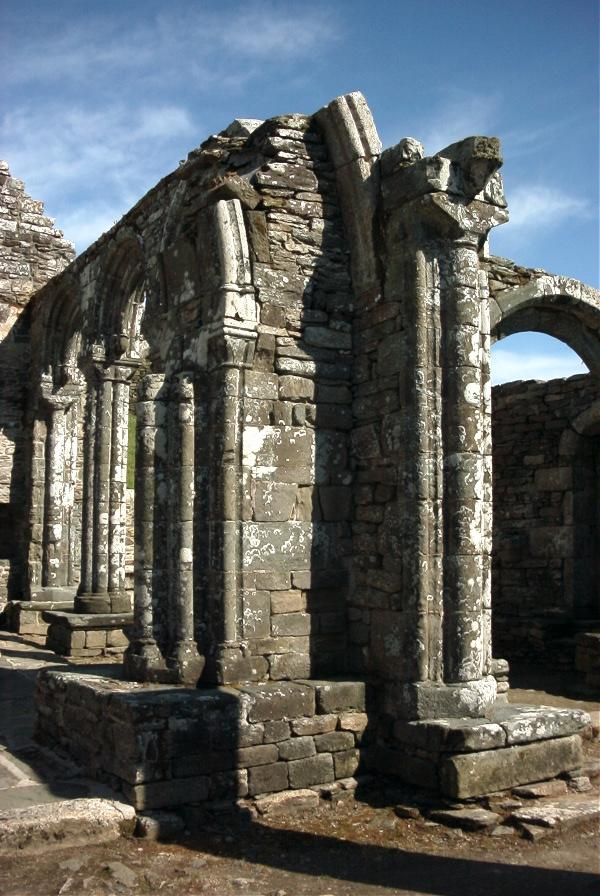
Pile sud de l'arc diaphragme, vue depuis la nef.

La pile sud est complète sur toutes ses faces et a conservé ses départs d'arcs, ce qui permet de se faire une bonne idée de l'aspect originel de l'arc diaphragme. Au vu de l'agencement des départs d'arcs, l'arc diaphragme devait être particulièrement volumineux et formé de deux arcs concentriques, séparés par un appareillage de moellons.
On remarque un décalage en hauteur de la partie du socle supportant le départ des grandes arcades. Ce décalage est le même que celui constaté sur la pile nord ; il confirme donc ce qui en a été dit.
Le chapiteau servant de naissance aux arcades de la nef est orné d'une étoile à six branches, quadrillée, inscrite dans un cercle ; le chapiteau symétrique, au nord, également. Le chapiteau de la naissance des arcades de Notre-Dame de Penhors, qui sont stylistiquement très proches, porte un motif similaire.

#### L'arc et son contrebutement

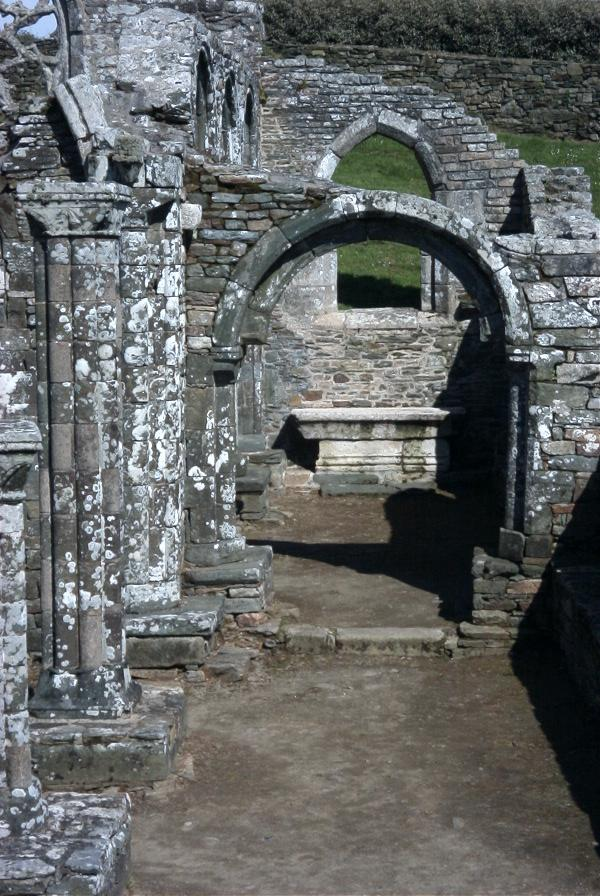
Arc transversal sud du collatéral, vu depuis le collatéral sud de la nef. Au fond, le collatéral sud du chœur se termine en chapelle contre le chevet plat.

L'arc diaphragme était de large portée et avait une structure complexe : deux arcs concentriques relativement distants, avec une bande intermédiaire en appareil irrégulier de moellons, l'arc interne étant à double rouleau.
Les deux piles reposent sur d'imposants socles-bancs leur procurant l'assise au sol nécessaire pour supporter le poids de l'arc diaphragme et d'un probable clocher. Les poussées latérales étaient, pour une part, compensées par la masse considérable et la largeur transversale de ces piles ; à quoi s'ajoutait un contrebutement par les arcs transversaux des collatéraux, qui poussaient au niveau de la projection horizontale des points de retombée de l'arc. Ce contrebutement était parachevé au sud par un contrefort extérieur (dont il ne reste aujourd'hui que la base) et au nord par le mur plein d'une pseudo-chapelle latérale continuant le plan de l'arc (mais ce « mur » est probablement un contrefort mal interprété lors de la restauration hasardeuse de la chapelle au début du XXe siècle).

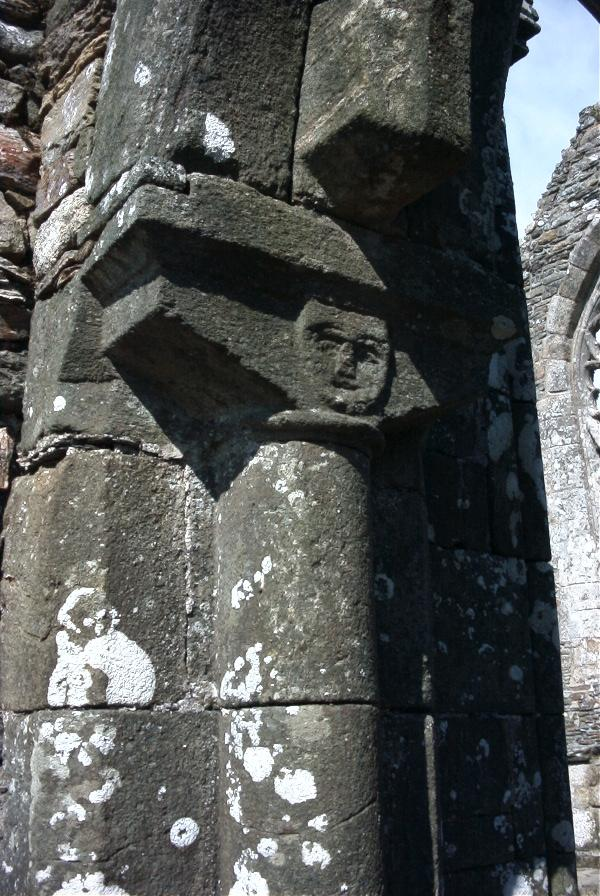
Naissance nord de l'arc transversal sud du collatéral. Le rouleau interne est reçu en encorbellement au-dessus d'un large chapiteau triangulaire, aplati, couronnant une colonnette engagée.

Cet arc diaphragme était donc une structure fortement épaulée, destinée à supporter non une simple charpente, mais une forte charge, donc un clocher. Ayant à supporter ce clocher et devant franchir une large portée, il était très probablement en arc brisé. Il est cependant impossible de l'affirmer, car le peu qui en reste aujourd'hui ne permet pas d'extrapoler sa courbure.
Des deux arcs transverses des collatéraux, seul l'arc sud a été préservé. Il est complet. Il est à double rouleau, en plein cintre, avec une forte nervure d'intrados reposant sur l'encorbellement, caractéristique de l'École de Pont-Croix. Cet arc est agencé exactement comme un arc de l'extrémité d'une rangée de grandes arcades, hormis qu'il est disposé transversalement.

### La nef

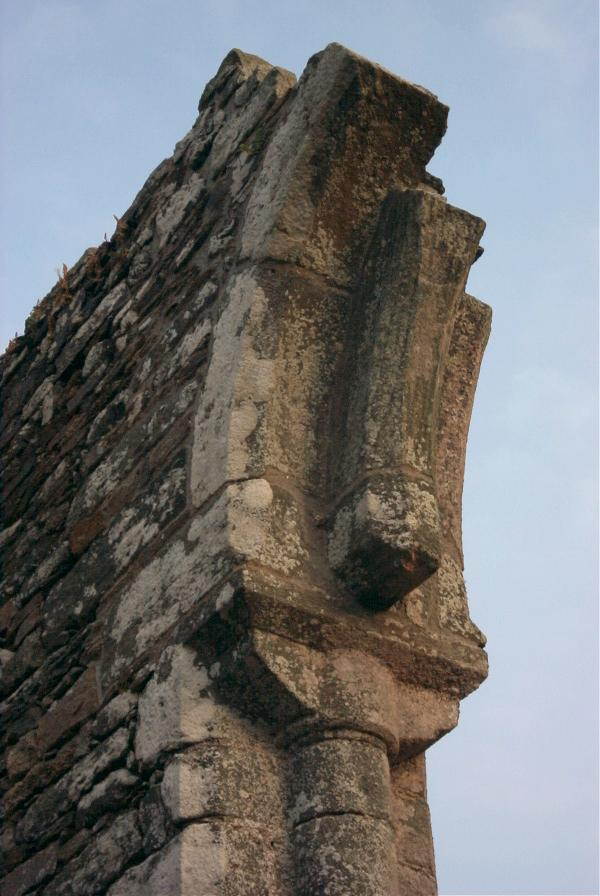
Naissance occidentale des grandes arcades nord de la nef. Ce fragment d'arc est le seul témoignage restant des arcs des grandes arcades de la nef.

La nef comportait trois vaisseaux de quatre travées. Elle est moins bien conservée que le chœur. Ses grandes arcades se réduisent à quelques piliers, certains incomplets. De plus, ils sont tous des reposes de matériel dispersé. Leur remise en place a été effectuée un peu au hasard, sans grand soin de restituer leur ordonnancement originel.

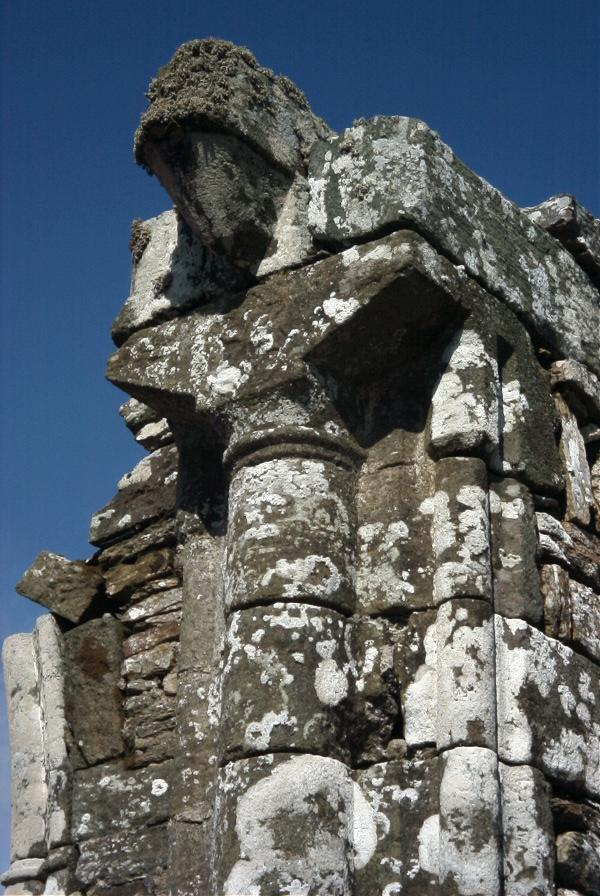
Naissance orientale des grandes arcades sud de la nef. Le culot de réception de la nervure de l'intrados n'étant pas mouluré, il est hautement probable que la nervure ne l'était pas non plus. À gauche, on aperçoit l'amorce de l'arc diaphragme (détruit) séparant la nef du chœur.

Il reste cependant, toujours en place, une petite fraction de l'arc de l'arcade occidentale nord. Ce qui reste de cet arc montre qu'il s'agissait d'un arc à double rouleau, sans voussures. Le rouleau interne forme une forte nervure simplement épannelée, retombant en encorbellement au-dessus du tailloir sur un culot non orné. Ce type d'arcade se retrouve à l'identique dans bien d'autres édifices de l'École de Pont-Croix (Saint-Jacques de Lambour, Notre-Dame de Penhors, Notre-Dame-de-Kérinec).
Il n'est pas certain pour autant que l'ensemble des arcades de la nef fussent ainsi (il est fréquent que les arcades les plus occidentales des nefs soient moins ornées que les autres arcades d'un même alignement) ; mais cela reste néanmoins très probable, car il reste un culot de réception de la nervure d'intrados à la naissance orientale des arcades sud (donc un culot de l'arcade qui serait logiquement la plus décorée, puisque la plus près du chœur) ; et ce culot, bien que légèrement différent de celui de l'arcade nord, n'est pas non plus mouluré. L'épannelage de la voussure s'amortit en talus sur le chapiteau, comme à Saint-Jacques de Lambour
et, dans une moindre mesure, à Notre-dame de Penhors. Il est donc probable que les arcades de la nef de Languidou ressemblaient beaucoup à celles, bien conservées, de la nef de Lambour ou du chœur de Penhors.

#### Incertitude sur l'aspect des arcades de la nef

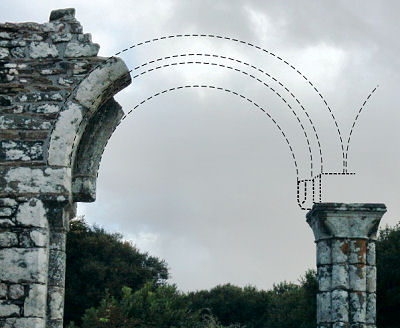
Dernière arcade nord, extrapolation des courbures. Tracé fantôme à partir des éléments restants.

Au vu des fragments restants, il est difficile de savoir si ces arcades étaient en plein cintre ou en arc brisé. La partie restante d'arc est trop courte pour pouvoir en extrapoler la courbure de manière parfaitement fiable — et a fortiori pour pouvoir extrapoler celle des autres arcades. Le type d'arc n'est une chose ni constante ni significative dans les édifices se rapportant à l'École de Pont-Croix.
L'extrapolation graphique semble indiquer que cet arc était en plein cintre. Mais il s'agit de ruines, restaurées de manière assez approximative. La naissance d'arc restée en place a pu travailler en s'inclinant vers l'arcade ; et, le pilier recevant l'arc ayant été remonté, son point d'appui tout comme sa verticalité ne sont peut-être pas strictement conformes à l'état original. De plus, les arcs brisés médiévaux sont rarement réguliers : ils n'ont pas deux centres, mais quatre ; leur courbure à la base est souvent proche du plein cintre, puis la courbure diminue en partie supérieure. Si l'extrapolation semble indiquer le plein cintre, elle n'en est pas une preuve.
Cependant, la portée des arcades de la nef est supérieure à celle des arcades du chœur. De ce fait, on ne peut totalement exclure l'hypothèse de l'arc brisé. Cela confirmerait la grande ressemblance des arcades de la nef de Languidou avec celles de la nef de Lambour, qui sont en arc brisé. Cette ressemblance concerne moins les chapiteaux : ceux de Languidou sont beaucoup plus proches de ceux de Pont-Croix que de ceux de Lambour (l'aspect des chapiteaux de Languidou est homogène entre le chœur et la nef). Cette similitude entre la nef de Languidou et celle de Lambour reste néanmoins assez spéculative, vu le peu de matériel restant des arcs de la nef de Languidou.

#### Le fond de la nef
La nef n'a pas de portail occidental, mais deux petits portails latéraux se faisant face, l'un au nord, l'autre au sud. L'absence de portail occidental s'explique en partie par la topographie, comme on l'a vu : la façade occidentale domine le rebord du lit du ruisseau.
Des corbeaux sont répartis régulièrement sur toute la largeur du mur occidental. On ignore leur usage. Ils semblent trop forts pour être de simples consoles à statue. Ils supportaient probablement une vaste tribune, qu'éclairait une verrière dont on voit les traces plus haut, sur la paroi.

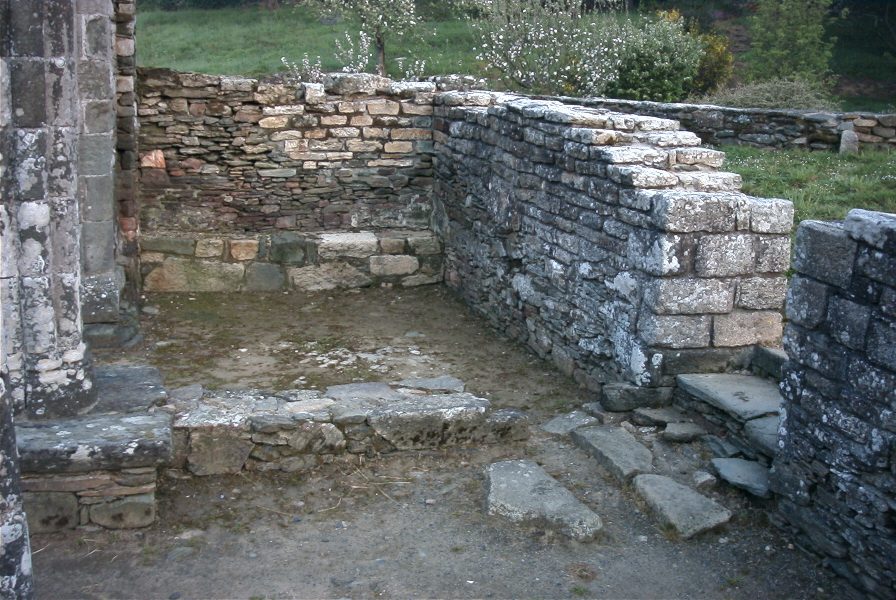
Fond ouest du collatéral nord. Il semble qu'il y ait eu une cloison transversale au niveau des derniers piliers. À droite, la porte nord de la nef. Ses piédroits ne présentent aucun décroché de leur profil permettant l'ajustement d'un ouvrant[24].
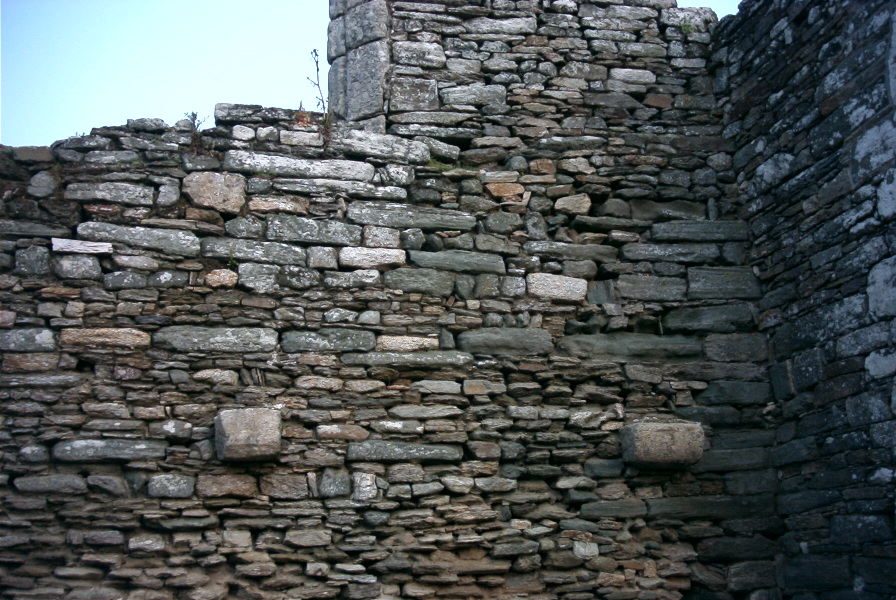
Mur occidental de la nef. À noter la présence de corbeaux à mi-hauteur, et les restes de l'encadrement d'une verrière haute.
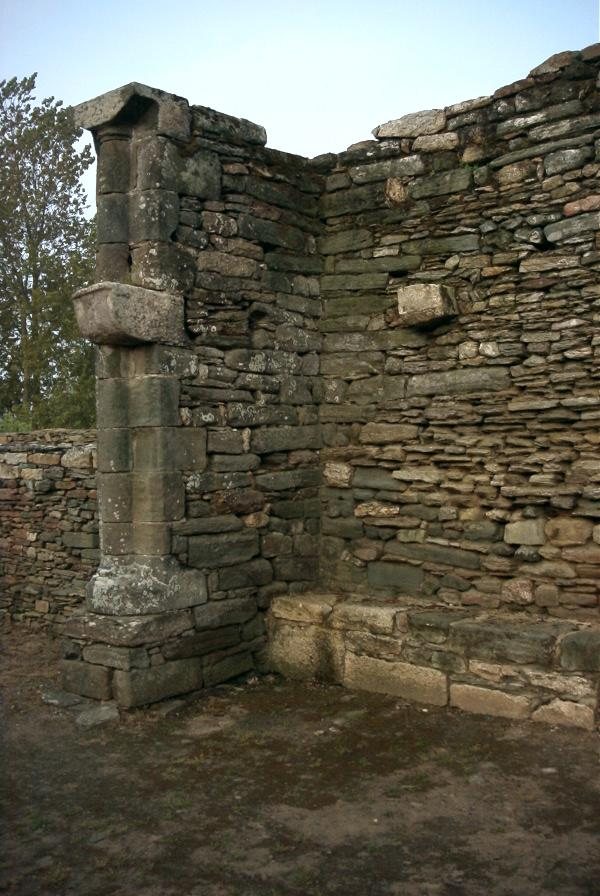
Naissance occidentale des grandes arcades sud de la nef. Plus aucune trace d'arc sur cette naissance d'arcade. À noter les corbeaux du mur occidental.

#### Les piliers

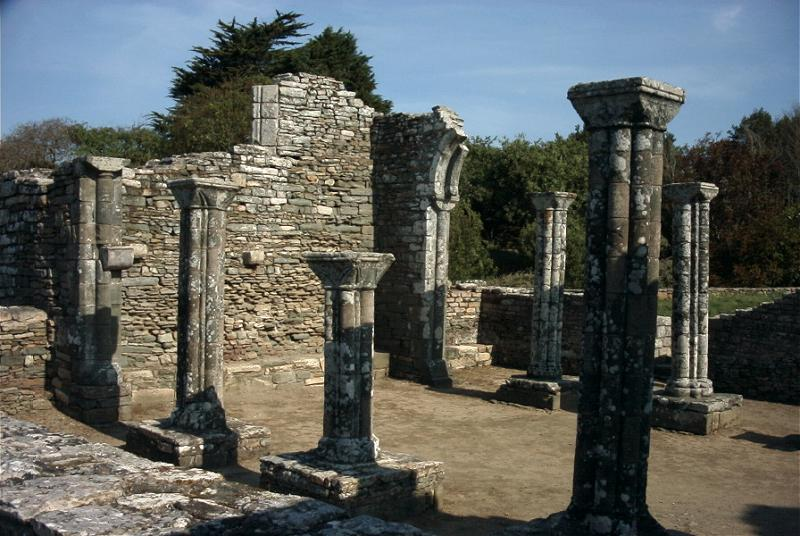
La nef. À noter les larges socles-bancs carrés des piliers.

Les beaux piliers polylobés des grandes arcades sont typiques de l'École de Pont-Croix et, comme fréquemment dans les édifices de ce style, ils reposent sur de larges socles-bancs. Contrairement au chœur, les socles des piliers de la nef sont tous carrés.
Ces piliers sont incomplets et il manque certaines assises. L'un d'eux n'est constitué que d'une base et d'un chapiteau. La base d'un autre est en réalité un chapiteau reposé à l'envers. Ces piliers ont fait l'objet d'une remise en place lors de la restauration des ruines, et ce, de façon aléatoire et globalement incorrecte, en mélangeant piliers de la nef et piliers des arcades nord du chœur. Si la restauration de Languidou a été de qualité d'un point de vue de maçon, elle témoigne d'une médiocre compréhension de l'édifice et d'une piètre prise en compte des données des édifices stylistiquement apparentés. Ainsi, l'une des caractéristiques des édifices de l'École de Pont-Croix est la fréquente alternance des profils de piliers sur un même alignement d'arcade (quatre, six ou huit colonnettes) ; mais cette alternance s'accompagne d'une rigoureuse symétrie nord-sud, qui n'est pas respectée ici. Les piliers attendent donc qu'on leur redonne une disposition plus conforme à leur probable ordonnancement originel.
On trouve par ailleurs, dans le fond du placître, quantité de pierres qui restent à trier : il s'y trouve sans doute du matériel qui serait utile à une restauration plus fidèle et plus complète de ce bel édifice. Celui-ci étant classé, une restauration serait soumise au contrôle scientifique et technique des services de l'État.

## Statut de l'édifice
La chapelle dépendait autrefois de la paroisse de Plovan. Du point de vue du culte, elle est désaffectée depuis la Révolution française. Elle est foncièrement parlant la propriété de la commune de Plovan. Elle fait l’objet d’un classement au titre des monuments historiques depuis le 22 octobre 1908.

## Visite
Non clôturées, les ruines de Languidou sont d'accès libre et gratuit.